# Netelia arcanus
Netelia arcanus är en stekelart som beskrevs av Valentina I. Tolkanitz 1980. Netelia arcanus ingår i släktet Netelia och familjen brokparasitsteklar. Inga underarter finns listade i Catalogue of Life.